# Srednja vas-Poljane
Srednja vas–Poljane – wieś w Słowenii, w gminie Gorenja vas-Poljane. W 2018 roku liczyła 122 mieszkańców.